# Tarás Projasko
Tarás Bogdánovich Projasko (en ucraniano: Тарас Богданович Прохасько; Ivano-Frankivsk, 16 de mayo de 1968) es un novelista, ensayista y periodista ucraniano. Junto con Yuri Andrujovich uno de los principales representantes del fenómeno Stanislav. La escritura de Tarás Projasko se asocia a menudo con el realismo mágico, su novela "El no simple" ha sido comparada con Cien años de soledad de Gabriel García Márquez. Biólogo de formación, se ha dicho que la prosa de Projasko tiene rasgos de "filosofía de una planta" por su carácter denso y meditativo.
Es sobrino de la escritora Iryna Vilde y hermano del traductor y ensayista Yurko Projasko.

## Biografía
Tarás Projasko estudió botánica en la Universidad de Leópolis. En 1989-1991 participó en las protestas estudiantiles por la independencia de Ucrania. Tras licenciarse, trabajó en el Instituto de Silvicultura Karpática de Ivano-Frankivsk, como profesor de escuela, camarero, animador en la radio "Vezha", en galerías de arte, en periódicos y en la televisión. En 1992-1994 dirigió la revista literaria de vanguardia "Chetver". En 1993 y 1994 actuó en los cortometrajes "Flores de San Francisco" y "Huida a Egipto" (ganador del festival de videoarte de Delyatyn). Trabajó como periodista en los periódicos "Express", "Postup", "Telekrytyka" y "Halytskyi korespondent". En 2004, Projasko pasó varios meses en Cracovia con la beca de la fundación "Stowarzyszenie Willa Decjusza - Homines Urbani".

## Obra
- Otros días de Ana (Інші дні Анни).
- FM Halychyna (FM Галичина)
- The UnSimple (НепрОсті)
- Léxico del conocimiento misterioso (Лексикон таємних знань)
- Se podrían hacer varias historias con esto (З цього можна зробити кілька оповідань).
- Puerto Frankivsk (Порт Франківськ).
- "Ukraina" junto con Serhiy Zhadan.
- "Galizien-Bukowina-Express" con Jurko Projasko y Magdalena Blashchuk.
- Porque es así (БотакЄ).
- Quién hará la nieve (Хто зробить сніг) con Maryana Projasko.
- Uno y el mismo (Одної і тої самої).
- Tarás Projasko realizó una serie de largas entrevistas a escritores e intelectuales ucranianos contemporáneos (Oleh Lysheha, Yuri Izdryk, Yuri Andrukhovych, Oksana Zabuzhko, Boris Gudziak, Yaroslav Hrytsak, Vasil Herasymyuk), que se publicaron en la serie de libros "El Otro Formato".
- Sí, pero... (Так, але...).
- Porque es así (Бо є так).

### Traducciones
Los escritos de Projasko se han traducido al inglés, alemán, polaco, bielorruso y ruso.

#### Textos disponibles en inglés
- Necrópolis" en la antología "Two Lands, New Visions" (1998).
- "The UnSimple", 2011.
- FM Galicia Archivado el 26 de junio de 2015 en Wayback Machine..

## Premios
- 1997 - Premio Smoloskyp.
- 2006 - primer premio de ficción de la revista "Korespondent.
- 2007 - tercer premio de documental de la revista "Korespondent.
- 2007 - Premio Joseph Conrad del Instituto Polaco de Kiev.
- 2013 - Libro del Año de la BBC, Litakcent roku por "Quién hará la nieve".